# Церковище (озеро, Глубокский район)
Церкови́ще (бел. Царкаві́шча) — озеро в Глубокском районе Витебской области Белоруссии. Относится к бассейну реки Берёзовка.

## Описание
Озеро Церковище располагается в 18 км к северо-западу от города Глубокое. Южнее озера находятся деревни Мосар и Луцк-Мосарский, севернее и северо-западнее начинается лес. Высота водного зеркала над уровнем моря составляет 133,2 м.
Площадь поверхности водоёма составляет 1,61 км², длина — 3,27 км, наибольшая ширина — 0,7 м. Длина береговой линии — 9,02 км. Наибольшая глубина — 1,9 м, средняя — 1 м. Объём воды в озере — 1,64 млн м³. Площадь водосбора — 6,6 км².
Котловина остаточного типа, вытянутая с юго-запада на северо-восток. Склоны преимущественно высотой до 2 м, пологие, распаханные, местами укрытые лесом и кустарником. Юго-западные и северо-восточные склоны крутые, высотой до 5—8 м На юге и западе проходят терраса высотой 0,4—0,6 м. Береговая линия умеренно извилистая.
Берега не выше 0,1 м, преимущественно песчаные и суглинистые, поросшие кустарником и редколесьем, на севере и юге сплавинные. Вокруг озера присутствует заболоченная пойма шириной до 40 м, к которой с юго-запада и востока примыкают обширные луга.
Мелководье широкое, вдоль берегов песчаное. Дно плоское, покрытое слоем сапропеля мощностью до 11 м.
Минерализация воды составляет 170 мг/л, прозрачность — до дна. Озеро эвтрофное с приметами дистрофности. На северо-востоке вытекает ручей, впадающий в реку Маргва. Водоём принимает сток множества мелиорационных каналов.
Озеро целиком зарастает. Однако несмотря на дистрофикацию, в воде обитают карась, щука, окунь, плотва, лещ, линь и другие виды рыб.